# Jo Chen
Jo Chen (chinês: 咎井淳, pinyin: Jiù Jǐngchún) (Taipei, 4 de julho de 1976) é uma artista e escritora americana de quadrinhos mais conhecida por suas capas de revistas em quadrinhos altamente detalhadas. Na indústria de quadrinhos japonesa, ela também é conhecida pelo pseudônimo TogaQ.

## Carreira
Chen nasceu em Taipei, Taiwan e emigrou para os Estados Unidos no final de 1994.
Trabalhando profissionalmente na indústria de quadrinhos asiáticos desde os 14 anos de idade, ela começou sua carreira na indústria americana de quadrinhos com seu trabalho de arte na minissérie Racer X, parte da série Speed Racer publicada pela Wildstorm em 2000.
Chen se estabeleceu produzindo interiores e capas de títulos, incluindo Darkminds: Macropolis, Battle of the Planets, Robotech, Fight for Tomorrow, Treinador, The Demon e Thor. Ela é mais conhecida pelos leitores de quadrinhos como a artista de capa de Fugitivos e Buffy the Vampire Slayer Season Eight, de Joss Whedon, e os atuais quadrinhos da série Buffy the Vampire Slayer, publicados pela Dark Horse Comics.
Sob o pseudônimo de TogaQ, ela e a autora Kichiku Neko criaram a série de mangá do tipo yaoi e doujinshi, In These Words.

### Capa
- Speed Racer Presents: Racer X: #1 (Wildstorm/DC Comics, 2000).
- Darkminds Macropolis: #1-#5 (Image e Dreamwave Productions, 2001-2003).
- Warlands: The Age of Ice: #2 (Dreamwave Productions, 2001).
- Battle of the Planets: Battle Book: #1 (Top Cow, 2002).
- Darkminds Macropolis: trade paperback (Dreamwave Productions, 2003).
- The Demon: Driven out #1 (DC Comics, 2003). A capa do #2 desta minissérie foi desenhada por sua irmã, Christina Chen.[3]
- Fight for Tomorrow #5 (Vertigo/DC)
- Robin #115-117,119-120 (DC Comics)
- O Treinador #2 da minissérie (Marvel Comics, 2002).
- Fugitivos Vol. 1 #1-6, 8-10, 13-18 (Marvel, 2003–2004) & Fugitivos Vol.2 #1-6, 9-10 & 19-30 (Marvel, 2005–2008).
- World Mythology: An Anthology of the Great Myths and Epics (NTC Publishing Group, 2004)
- Thor: Son of Asgard #7-12 (Marvel, 2004–2005)
- Street Fighter (UDON)
- Serenity: Those Left Behind #2 - Kaylee (Dark Horse Comics, 2005).
- Eva: Daughter of the Dragon (Dynamite Entertainment, 2007).
- Buffy the Vampire Slayer Season Eight #1-10, 16-30 (Dark Horse, 2006-2010).
- Serenity: Better Days edição trade paperback (Dark Horse, 2008).
- Rex Mundi #16 (Dark Horse, 2009).
- Incarnate #1-3 (Radical Publishing, 2009-2010).
- Darkstalkers Tribute (UDON Entertainment, 2009).
- Star Wars: Invasion #1-6 (Dark Horse, 2009-2010).
- Roaming Cadenza (A Bard's Folktale) (Aramis Barron, 2010).
- Serenity: Float Out one-shot (Dark Horse, 2010).
- Serenity: Better Days edição de capa dura (Dark Horse, 2011).
- From the Pages of Hellboy: B.P.R.D. The Dead Remembered #1-4 (Dark Horse, 2011).
- Samurai's Blood #1-6 (Benaroya Publishing - Image, 2011).
- Kull: The Cat and the Skull #1-4 (Dark Horse, 2011).
- Buffy the Vampire Slayer Season Nine #1 (Dark Horse, 2011).
- Angel and Faith #1 (Dark Horse, 2011).
- Superman: Grounded Vol 1 #707 (DC, 2011).
- Buffy the Vampire Slayer Season Nine Volume 1: (Dark Horse, 2012).
- Buffy the Vampire Slayer Season Nine Volume 2: On Your Own TPB (Dark Horse, 2012).
- Buffy the Vampire Slayer Season Nine Volume 3: Guarded TPB (Dark Horse, 2013).
- Buffy the Vampire Slayer Season Nine Volume 4: Welcome to the Team TPB (Dark Horse, 2013).
- Buffy the Vampire Slayer Season Nine: Spike—A Dark Place TPB (Dark Horse, 2013).
- Buffy the Vampire Slayer Season Nine Volume 5: (Dark Horse, 2014).